# Bebi Philip
Pour les articles homonymes, voir Philip.
Bebi Philip, de son vrai nom N’guessan Bebi Philippe Amessan (né le 18 mai 1988 à Treichville, Abidjan), est un chanteur, compositeur, arrangeur musical et guitariste ivoirien. Il est considéré par beaucoup comme l'un des plus grands arrangeurs musicaux et guitaristes d'Afrique et est une icône du coupé-décalé,.
Bebi Philippe est surtout connu pour son travail de production, produisant entre autres l'artiste DJ Mix 1er et son single Bobaraba. Joie de vivre est le premier album de Bebi Philippe, celui-ci a été un succès : il propose notamment les chansons On s'éclate, Faut Bara et Liberté.

## Biographie
Bebi Philip naît à Treichville, dans le sud-est d'Abidjan, dans la Région des Lagunes, originaire de Daloa. Né d'un père musicien dans une famille chrétienne, à l'âge de quatre ans, il intègre l'orchestre de l'église en tant que guitariste. Il intègre ensuite le groupe de musique de  son père, dans lequel il apprend à composer des cantiques chrétiens. En 2003, il passe et obtient le concours d'entrée au Lycée d'Enseignement Artistique (LEA) au sein de l'Institut national supérieur des arts et de l'action culturelle. Après ses études, il finit par se faire un nom en tant qu'arrangeur musical, à travers la qualité de ses œuvres[non neutre], son ami Issouf Tionon crée son entreprise Issouf Production.
C'est en 2009 qu'il se lance dans le chant avec sa chanson Swinguita qui ne connaît pas le succès attendu en Afrique, mais depuis il connaît[Quoi ?].

### Carrière
Bebi Philip naît le 18 mai 1988 dans un quartier de Treichville à Abidjan. Il est le fils d'un père musicien, raison pour laquelle il s'est attaché très tôt à la musique, une passion, un héritage de son père. il le prône dans son single la vraie force citant ses paroles « Le virus de la musique était en moi depuis tout petit, papa au son de sa guitare et les chants de mamans qui berçaient mes... ». Adolescent, il fait connaissance avec ces première notes musicales au sein de sa famille. Sa famille est chrétienne et très engagée dans l'église qu'elle fréquentait. Très vite — à l'âge de 4 ans — Bebi trouve ses repères et intègre l'orchestre de son église en tant que guitariste, son aventure musicale commençait donc avec la guitare qu'il ne lâchera plus dès lors.
De fil en aiguille, il intègre le groupe musical dont est issu son père. L'initiation à la maîtrise des instruments commence véritablement.
Au sein de ce groupe, il apprend à composer des cantiques chrétiens. S'étant découvert une passion musicale, il passe en 2003, le concours d'entrée au lycée d'enseignement artistique (lEA) établi au sein de (L'Institut national supérieur des arts et de l'action culturelle). C'est dans ce temple de la musique ivoirienne qu'il apprendra tous les rudiments de la composition, de l'arrangement et de la chanson. Son diplôme en poche, il songe à se perfectionner au contact de ses devanciers, plus expérimentés. Ainsi,il travaillera, de 2004 à 2007 dans les studios de Freddy Assogba dit « le sorcier du son ». Ce passage dans les studios de ce virtuose va lui permettre d'apprendre les rouages du métier d'arrangeur et de compositeur. Plus tard l'influence de Freddy Assogba se fera ressentir dans ses arrangements. Au sujet de son long apprentissage il dira dans un de ses interviews : « Il faut prendre ce qu’on fait au sérieux. Moi par exemple j’ai travaillé pour être à ce niveau ».
Le 19 septembre 2020, Bebi Philip sort son second album intitulé On The Track, un album de 16 titres dans lequel on retrouve des collaborations avec les artistes Josey, Kerozen, Mix Premier et Diaby Mohamed,.

## Discographie

### Albums
- 2013 : Joie de vivre
- 2020 : On The Track

### Singles
- 2010 : On s'éclate (feat. Debordo Leekunfa)
- 2011 : Faut Bara
- 2011 : Liberté
- 2013 : La rue n'est pas une mère
- 2013 : 1990
- 2013 : Il est merveilleux
- 2014 : Koumoulé
- 2014 : Espoir
- 2015 : Balaumba
- 2015 : Move Dadass
- 2015 : Mamalôkô
- 2016 : Casse Casse
- 2016 : On Va Piétiner (feat. Koffi Olomidé)
- 2016 : La Vraie Force
- 2017 : Hors Série
- 2017 : Zépélé
- 2018 : L'histoire d'Hamidou
- 2018 : Je M'en Fou De Ça (feat. Observateur)
- 2019 : Chevalier de Dieu
- 2019 : Mon Coupé Décalé
- 2019 : Azibo
- 2019 : Blô Blô
- 2020 : One Way
- 2020 : Judas
- 2020 : Prophétie
- 2020 : Samatank (feat. Mohamed Diaby)
- 2021 : No Limit (feat. Kerozen)
- 2022 : “ Le Secret “

### Collaboration
- 2015 : Au Nom de Quel Amour (Suspect 95)
- 2015 : Venant du Ciel (Supreme Pat Cool)
- 2017 : Dans la Joie (Tiness La Deesse)
- 2017 : ça dort chez moi (Oneshot)
- 2020 : Samatank (Mohamed Diaby)
- 2021 : No Limit (Kerozen)

## Récompenses et nominations
- 2015 : meilleur arrangeur d'Afrique de l'Ouest